# Bayerotrochus midas
Bayerotrochus midas là một loài ốc biển, là động vật thân mềm chân bụng sống ở biển thuộc họ Pleurotomariidae.